# 魚見町 (鹿児島市)
魚見町（うおみちょう）は、鹿児島県鹿児島市の町。郵便番号は891-0112。人口は2,577人、世帯数は1,090世帯（2020年4月1日現在）。

## 地理
鹿児島市南部、脇田川流域の台地上に位置している。桜ケ丘に連なる高台にあり、全体が新興住宅地である。
町域の北方には桜ケ丘、小原町、南方には東谷山、西方には中山が接している。町域の東部に鹿児島市立東谷山小学校、鹿児島市立東谷山中学校が隣接して所在する。

### 町名の由来
魚見町という町名は中山町の旧小字名「魚見」に由来しており、魚見という地名は「漁師が山の上から魚群を探していたこと」に由来する。

## 歴史
1973年（昭和48年）から1975年（昭和50年）にかけて現在の魚見町の区域にあたる魚見ケ原一帯が住宅団地として造成された。
1976年（昭和51年）11月30日に魚見ヶ原団地の区域にあたる上福元町と中山町の各一部を以て鹿児島市の町「魚見町」として設置された。
1990年（平成2年）2月13日には中山町の一部が魚見町に編入され、同年11月5日には、宇宿町下地区及び上福元町小原地区において住居表示が実施されるのに併せて町の区域の再編が実施された。それに伴い上福元町及び中山町の一部を魚見町に編入した。

### 町域の変遷
| 実施後         | 実施年             | 実施前           |
| -------------- | ------------------ | ---------------- |
| 魚見町（新設） | 1976年（昭和51年） | 上福元町（一部） |
| 魚見町（新設） | 1976年（昭和51年） | 中山町（一部）   |
| 魚見町（編入） | 1990年（平成2年）  | 上福元町（一部） |
| 魚見町（編入） | 1990年（平成2年）  | 中山町（一部）   |

## 人口
以下の表は国勢調査による小地域集計が開始された1995年以降の人口の推移である。
| 年                 | 人口  |
| ------------------ | ----- |
| 1995年（平成7年）  | 2,456 |
| 2000年（平成12年） | 2,626 |
| 2005年（平成17年） | 2,673 |
| 2010年（平成22年） | 2,618 |
| 2015年（平成27年） | 2,570 |

## 施設

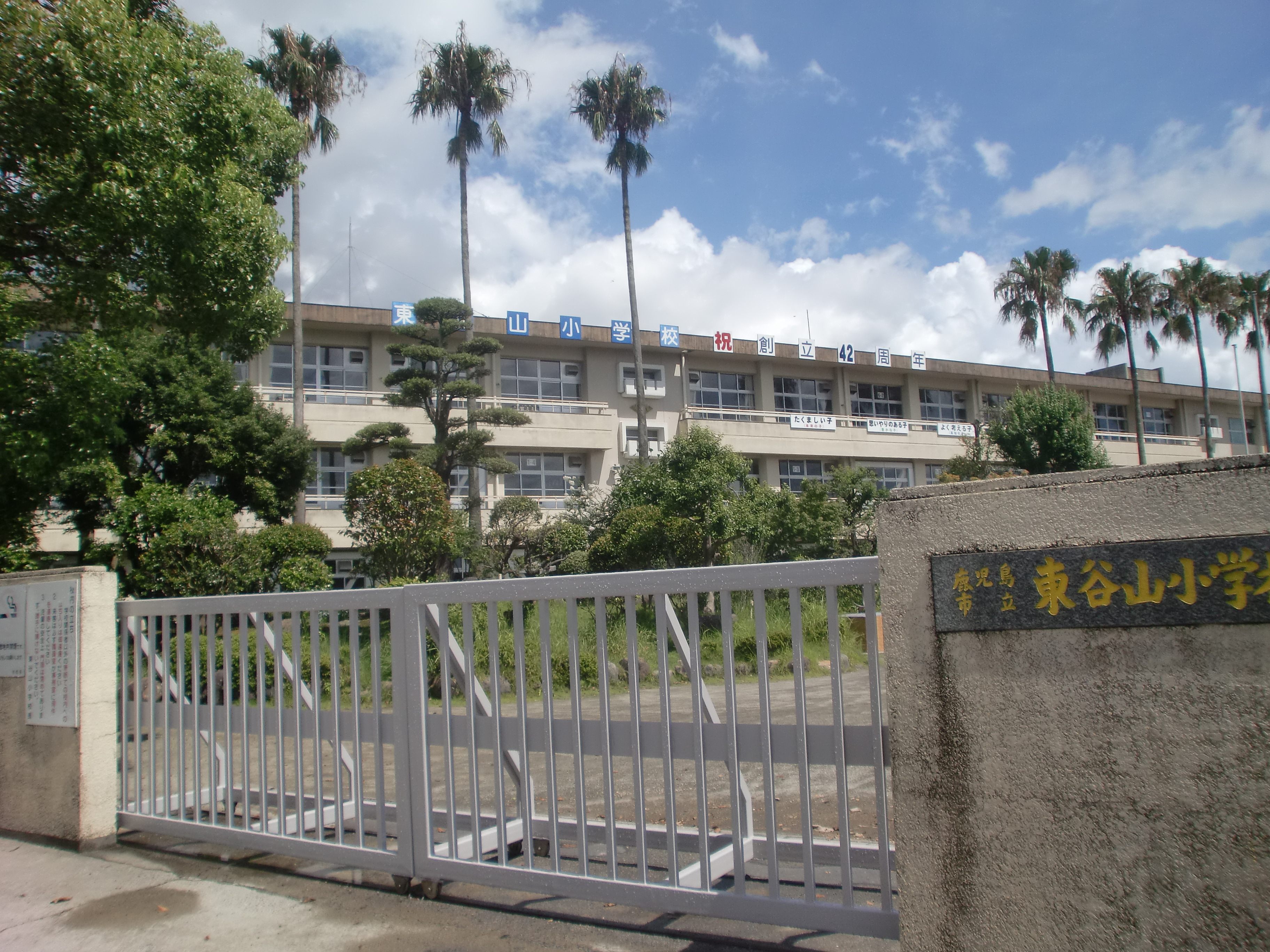
鹿児島市立東谷山小学校

### 公共
- 魚見町公民館

### 教育
- 鹿児島市立東谷山小学校[20]
- 鹿児島市立東谷山中学校[21]
- 東谷山児童クラブ

## 小・中学校の学区
市立小・中学校に通う場合、学区（校区）は以下の通りとなる。
| 町丁   | 番・番地 | 小学校                 | 中学校                 |
| ------ | -------- | ---------------------- | ---------------------- |
| 魚見町 | 全域     | 鹿児島市立東谷山小学校 | 鹿児島市立東谷山中学校 |